# Vogrče
Vogrče (nemško Rinkenberg) je naselje v Občini Pliberk v Okraju Velikovec na Koroškem v Avstriji.